# 에르모넬라 야호

에르모넬라 야호는 알바니아인 소프라노이다. 그녀는 이탈리아, 알바니아 국적을 모두 취득한 이중국적자이다. 그녀는 이코노미스트에서 "세계에서 가장 호평받는 소프라노"라고 기술된 바 있다.